# Aplidium multilineatum
Aplidium multilineatum är en sjöpungsart som beskrevs av Kott 1992. Aplidium multilineatum ingår i släktet Aplidium och familjen klumpsjöpungar. Inga underarter finns listade i Catalogue of Life.